# 梁尚敏
梁尚敏（1928年10月—2019年6月4日），湖南涟源人，中国财政经济学家，原中南财经大学教授。

## 生平
1928年10月（一说9月）生于湖南省涟源县。1940年至1946年，就读于湖南省长郡中学初中和高中部。1946年考入湖南大学水利工程系，一年后又重新参加高考，被天津市南开大学录取，先后就读于经济系、财政系。1951年毕业后被中国人民大学免试录为财政系研究生，1953年毕业后留校任教。1957年被打为右派。1960年赴四川省大凉山工作。1978年调入湖北财经学院（2000年改为中南财经政法大学），历任财政金融系财政教研室主任、财政金融系主任、财税研究所所长，长期从事财政理论研究。1993年获国务院政府特殊津贴。1995年退休后，到北京市中央财政管理干部学院（1998年并入中央财经大学）任教授。他还是中国财政学会常务理事兼副秘书长、中国管理科学研究院财政经济研究所副所长、武汉市第八届人大代表等职务。
1990年代提出对社会总财力分配的综合财政理论思想，并主张实行综合财政改革，强调预算外资金的综合治理和非税收入的规范管理。2013年，设立“梁尚敏财税教育基金”。2017年，获中国财政学会授予的首届“中国财政理论研究终身成就奖”。
2019年6月4日上午10时08分在武昌逝世。

## 出版物
- 王亘坚; 梁尚敏 (编). . 长春: 吉林人民出版社. 1986.
- 何盛明; 梁尚敏 (编). . 北京: 中国财政经济出版社. 1987.
- 方晓丘; 梁尚敏 (编). . 北京: 中国财政经济出版社. 1992. ISBN 7-5005-1761-0.
- 梁尚敏. . 北京: 中国财政经济出版社. 1997. ISBN 7-5005-3387-X.
- 梁尚敏等 (编). . 北京: 中国财政经济出版社. 1998. ISBN 7-5005-3837-5.
- 叶振鹏; 梁尚敏 (编). . 北京: 中国财政经济出版社. 1999. ISBN 7-5005-4191-0.
- 梁尚敏; 郭代模 (编). . 北京: 中国财政经济出版社. 2001. ISBN 7-5005-5150-9.
- 梁尚敏. . 北京: 当代中国出版社. 2003. ISBN 7-80170-275-1.
- 梁尚敏. . 北京: 中国财政经济出版社. 2007. ISBN 978-7-5095-0158-0.